# 전현주 (다이빙 선수)
전현주(1983년 2월 16일~)는 조선민주주의인민공화국의 다이빙 선수로, 2004년 하계 올림픽에 참가했다.